# Shively
Shively és una població dels Estats Units a l'estat de Kentucky. Segons el cens del 2000 tenia 15.157 habitants.

## Demografia
Segons el cens del 2000, Shively tenia 15.157 habitants, 6.667 habitatges, i 4.080 famílies. La densitat de població era de 1.264 habitants/km².
Dels 6.667 habitatges en un 25,6% hi vivien nens de menys de 18 anys, en un 40,1% hi vivien parelles casades, en un 17% dones solteres, i en un 38,8% no eren unitats familiars. En el 34% dels habitatges hi vivien persones soles el 14,9% de les quals corresponia a persones de 65 anys o més que vivien soles. El nombre mitjà de persones vivint en cada habitatge era de 2,23 i el nombre mitjà de persones que vivien en cada família era de 2,84.
Per edats la població es repartia de la següent manera: un 21,7% tenia menys de 18 anys, un 7,7% entre 18 i 24, un 28,2% entre 25 i 44, un 21,7% de 45 a 60 i un 20,7% 65 anys o més.
L'edat mediana era de 40 anys. Per cada 100 dones de 18 o més anys hi havia 79,9 homes.
La renda mediana per habitatge era de 31.422 $ i la renda mediana per família de 38.652 $. Els homes tenien una renda mediana de 31.368 $ mentre que les dones 25.190 $. La renda per capita de la població era de 17.574 $. Entorn del 12,2% de les famílies i el 14,5% de la població estaven per davall del llindar de pobresa.

## Poblacions més properes
El següent diagrama mostra les poblacions més properes.